# Atletism la Jocurile Olimpice de vară din 2024 - 110 m garduri (masculin)
Proba de atletism 110 m garduri masculin de la Jocurile Olimpice de vară din 2024 a avut loc în perioada 4 - 8 august 2024 pe Stade de France.

## Recorduri
Înaintea acestei competiții, recordurile mondiale și olimpice erau următoarele:
| Record  | Atlet               | Timp  | Loc               | Data              |
| ------- | ------------------- | ----- | ----------------- | ----------------- |
| Mondial | Aries Merritt (USA) | 12,80 | Bruxelles, Belgia | 7 septembrie 2012 |
| Olimpic | Liu Xiang (CHN)     | 12,91 | Atena, Grecia     | 27 august 2004    |

## Program
Orele sunt ora Franței (UTC+1) 
| Data                    | Oră   | Etapă        |
| ----------------------- | ----- | ------------ |
| Duminică, 4 august 2024 | 11:50 | Primul tur   |
| Marți, 6 august 2024    | 10:50 | Recalificări |
| Miercuri, 7 august 2024 | 19:05 | Semifinale   |
| Joi, 8 august 2024      | 21:45 | Finala       |

## Rezultate

### Primul tur
S-au calificat în semifinale primii trei atleți din fiecare serie (C) și următorii atleți cu cei mai buni 3 timpi (c).

#### Seria 1
| Loc | Culoar | Atlet             | Țară     | Timp  | Note |
| --- | ------ | ----------------- | -------- | ----- | ---- |
| 1   | 8      | Rachid Muratake   | Japonia  | 13,22 | C    |
| 2   | 9      | Enrique Llopis    | Spania   | 13,28 | C    |
| 3   | 4      | Eduardo Rodrigues | Brazilia | 13,37 | C    |
| 4   | 6      | Manuel Mordi      | Germania | 13,48 |      |
| 5   | 7      | Raphaël Mohamed   | Franța   | 13,61 |      |
| 6   | 3      | John Cabang       | Filipine | 13,66 |      |
| 7   | 5      | Jakub Szymański   | Polonia  | 13,75 |      |
| 8   | 2      | Martín Sáenz      | Chile    | 13,83 |      |

#### Seria 2
| Loc | Culoar | Atlet                | Țară                       | Timp  | Note  |
| --- | ------ | -------------------- | -------------------------- | ----- | ----- |
| 1   | 9      | Louis Francois Mendy | Senegal                    | 13,31 | C, SB |
| 2   | 7      | Orlando Bennett      | Jamaica                    | 13,35 | C     |
| 3   | 6      | Michael Obasuyi      | Belgia                     | 13,41 | C     |
| 4   | 5      | Asier Martínez       | Spania                     | 13,47 |       |
| 5   | 8      | Amine Bouanani       | Algeria                    | 13,58 |       |
| 6   | 2      | Enzo Diessl          | Austria                    | 13,63 |       |
| 7   | 4      | David Yefremov       | Kazahstan                  | 13,88 |       |
| 8   | 3      | Freddie Crittenden   | Statele Unite ale Americii | 18,27 |       |

#### Seria 3
| Loc | Culoar | Atlet            | Țară                       | Timp  | Note |
| --- | ------ | ---------------- | -------------------------- | ----- | ---- |
| 1   | 7      | Zhuoyi Xu        | China                      | 13,40 | C    |
| 2   | 6      | Antoine Andrews  | Bahamas                    | 13,43 | C    |
| 3   | 3      | Daniel Roberts   | Statele Unite ale Americii | 13,43 | C    |
| 4   | 2      | Milan Trajkovic  | Cipru                      | 13,43 | c    |
| 5   | 8      | Hansle Parchment | Jamaica                    | 13,43 | c    |
| 6   | 4      | Rafael Pereira   | Brazilia                   | 13,47 | SB   |
| 7   | 5      | Craig Thorne     | Canada                     | 13,60 |      |
| 8   | 9      | Krzysztof Kiljan | Polonia                    | 13,67 |      |

#### Seria 4
| Loc | Culoar | Atlet             | Țară           | Timp  | Note  |
| --- | ------ | ----------------- | -------------- | ----- | ----- |
| 1   | 6      | Jason Joseph      | Elveția        | 13,26 | C     |
| 2   | 7      | Lorenzo Simonelli | Italia         | 13,27 | C     |
| 3   | 9      | Shunsuke Izumiya  | Japonia        | 13,27 | C     |
| 4   | 5      | Tade Ojora        | Marea Britanie | 13,35 | c, SB |
| 5   | 8      | Wilhelm Belocian  | Franța         | 13,48 | SB    |
| 6   | 2      | Junxi Liu         | China          | 13,54 |       |
| 7   | 3      | Ellie Bacari      | Belgia         | 13,66 |       |
| 8   | 4      | Damian Czykier    | Polonia        | 13,99 |       |

#### Seria 5
| Loc | Culoar | Atlet             | Țară                       | Timp  | Note |
| --- | ------ | ----------------- | -------------------------- | ----- | ---- |
| 1   | 6      | Grant Holloway    | Statele Unite ale Americii | 13,01 | C    |
| 2   | 8      | Rasheed Broadbell | Jamaica                    | 13,42 | C    |
| 3   | 9      | Sasha Zhoya       | Franța                     | 13,43 | C    |
| 4   | 5      | Shunya Takayama   | Japonia                    | 13,46 |      |
| 5   | 2      | Tayleb Willis     | Australia                  | 13,63 |      |
| 6   | 3      | Weibo Qin         | China                      | 13,64 |      |
| 7   | 4      | Elmo Lakka        | Finlanda                   | 13,84 |      |
|     | 7      | Yaqoub Alyouha    | Kuweit                     | NT    |      |

### Recalificări
S-au calificat în semifinale primii doi atleți din fiecare serie (C). 

#### Seria 1
| Loc | Culoar | Atlet              | Țară                       | Timp  | Note |
| --- | ------ | ------------------ | -------------------------- | ----- | ---- |
| 1   | 2      | Freddie Crittenden | Statele Unite ale Americii | 13,42 | C    |
| 2   | 5      | Asier Martínez     | Spania                     | 13,46 | C    |
| 3   | 8      | Junxi Liu          | China                      | 13,52 |      |
| 4   | 7      | Enzo Diessl        | Austria                    | 13,56 |      |
| 5   | 4      | Craig Thorne       | Canada                     | 13,62 |      |
| 6   | 6      | Krzysztof Kiljan   | Polonia                    | 13,73 |      |
| 7   | 3      | Elmo Lakka         | Finlanda                   | 13,75 |      |

#### Seria 2
| Loc | Culoar | Atlet           | Țară      | Timp  | Note |
| --- | ------ | --------------- | --------- | ----- | ---- |
| 1   | 3      | Rafael Pereira  | Brazilia  | 13,54 | C    |
| 2   | 7      | Raphaël Mohamed | Franța    | 13,54 | C    |
| 3   | 6      | Amine Bouanani  | Algeria   | 13,54 |      |
| 4   | 5      | Manuel Mordi    | Germania  | 13,55 |      |
| 5   | 4      | Damian Czykier  | Polonia   | 13,71 |      |
|     | 2      | David Yefremov  | Kazahstan | DS    |      |
|     | 8      | John Cabang     | Filipine  | NS    |      |

#### Seria 3
| Loc | Culoar | Atlet            | Țară      | Timp  | Note  |
| --- | ------ | ---------------- | --------- | ----- | ----- |
| 1   | 3      | Weibo Qin        | China     | 13,44 | C     |
| 2   | 2      | Wilhelm Belocian | Franța    | 13,45 | C, SB |
| 3   | 7      | Shunya Takayama  | Japonia   | 13,45 |       |
| 4   | 5      | Jakub Szymański  | Polonia   | 13,63 |       |
| 5   | 6      | Tayleb Willis    | Australia | 13,67 |       |
| 6   | 8      | Martín Sáenz     | Chile     | 13,95 |       |
| 7   | 4      | Elie Bacari      | Belgia    | 14,13 |       |

### Semifinale
S-au calificat în finală primii doi atleți din fiecare semifinală (C) și următorii atleți cu cei mai buni 2 timpi (c).

#### Semifinala 1
| Loc | Culoar | Atlet            | Țară                       | Timp  | Note   |
| --- | ------ | ---------------- | -------------------------- | ----- | ------ |
| 1   | 6      | Grant Holloway   | Statele Unite ale Americii | 12,98 | C      |
| 2   | 5      | Enrique Llopis   | Spania                     | 13,17 | C      |
| 3   | 3      | Hansle Parchment | Jamaica                    | 13,19 | c, =SB |
| 4   | 4      | Rachid Muratake  | Japonia                    | 13,26 | c      |
| 5   | 8      | Michael Obasuyi  | Belgia                     | 13,36 |        |
| 6   | 2      | Qin Weibo        | China                      | 13,41 |        |
| 7   | 9      | Raphaël Mohamed  | Franța                     | 13,41 |        |

#### Semifinala 2
| Loc | Culoar | Atlet                   | Țară                       | Timp  | Note |
| --- | ------ | ----------------------- | -------------------------- | ----- | ---- |
| 1   | 6      | Rasheed Broadbell       | Jamaica                    | 13,21 | C    |
| 2   | 2      | Freddie Crittenden      | Statele Unite ale Americii | 13,23 | C    |
| 3   | 4      | Louis François Mendy    | Senegal                    | 13,34 |      |
| 4   | 8      | Sasha Zhoya             | Franța                     | 13,34 |      |
| 5   | 7      | Lorenzo Ndele Simonelli | Italia                     | 13,40 |      |
| 6   | 5      | Jason Joseph            | Elveția                    | 13,44 |      |
| 7   | 3      | Tade Ojora              | Marea Britanie             | 13,47 |      |
| 8   | 9      | Rafael Pereira          | Brazilia                   | 13,87 |      |

#### Semifinala 3
| Loc | Culoar | Atlet            | Țară                       | Timp  | Note  |
| --- | ------ | ---------------- | -------------------------- | ----- | ----- |
| 1   | 7      | Orlando Bennett  | Jamaica                    | 13,09 | C, PB |
| 2   | 3      | Daniel Roberts   | Statele Unite ale Americii | 13,10 | C     |
| 3   | 5      | Shunsuke Izumiya | Japonia                    | 13,32 |       |
| 3   | 3      | Milan Trajkovic  | Cipru                      | 13,32 | SB    |
| 5   | 2      | Asier Martínez   | Spania                     | 13,35 |       |
| 6   | 6      | Eduardo de Deus  | Brazilia                   | 13,43 |       |
| 7   | 4      | Xu Zhuoyi        | China                      | 13,48 |       |
| 8   | 9      | Wilhem Belocian  | Franța                     | 13,52 |       |

### Finala
| Loc | Culoar | Atlet              | Țară                       | Timp  | Note |
| --- | ------ | ------------------ | -------------------------- | ----- | ---- |
| 1   | 6      | Grant Holloway     | Statele Unite ale Americii | 12,99 |      |
| 2   | 4      | Daniel Roberts     | Statele Unite ale Americii | 13,09 |      |
| 3   | 5      | Rasheed Broadbell  | Jamaica                    | 13,09 | SB   |
| 4   | 3      | Enrique Llopis     | Spania                     | 13,20 |      |
| 5   | 9      | Rachid Muratake    | Japonia                    | 13,21 |      |
| 6   | 8      | Freddie Crittenden | Statele Unite ale Americii | 13,32 |      |
| 7   | 7      | Orlando Bennett    | Jamaica                    | 13,34 |      |
| 8   | 2      | Hansle Parchment   | Jamaica                    | 13,39 |      |